# Sädesfältscirkel

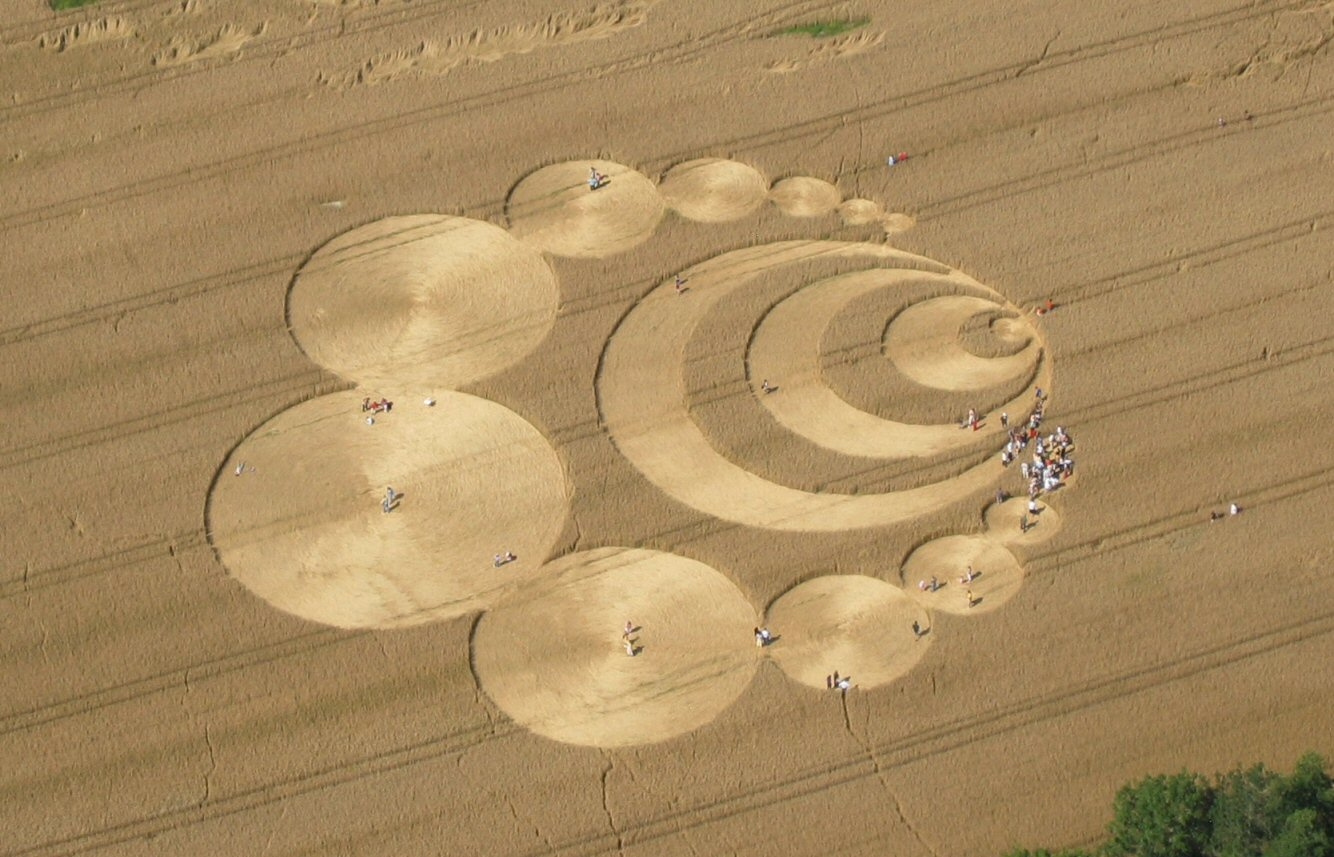
Sädesfältscirklar i Schweiz.

En sädesfältscirkel är ett geometriskt mönster skapat i ett sädesfält genom att strån böjts ner vid marken för att skapa kontrast mot de stående stråna. Liknande geometriska former som ofta uppstår i naturen kan man finna i exempelvis snöflingor. Fenomenet uppmärksammades i England på 1970-talet och har efter hand visat sig förekomma i andra länder.
Det har hävdats att geometrin i sädesfältscirklarna tyder på att någon form av icke-mänsklig intelligens, som till exempel gråa utomjordingar, eller ovanliga naturfenomen skulle stå bakom dem. Detta har givit upphov till en mängd konspirationsteorier och spekulationer kring cirklarnas ursprung och uppkomst.

## Bakgrund
Många av cirklarna har bevisats vara tillverkade av människor. I de fallen har cirklar gjorts med hjälp av till exempel en bräda bunden vid foten, med vilken sädesstråna tryckts ner så att de viker sig. För att skapa symmetriska mönster användes hjälpmedel såsom rep. Andra bilder på cirklar kan vara reklamjippon eller skapade digitalt.
Trots att många personer erkänt och visat hur cirklarna görs finns det människor som hävdar att åtminstone en del är skapade på något annat sätt[källa behövs], såsom utomjordiska besökare, väderfenomen eller något övernaturligt.
Den 14 augusti 2001 upptäcktes i Wiltshire, England en komplicerad geometrisk formation som mätte 267,5 m i diameter. Den finns fotograferad på Lucy Pringles webbplats 
, där även många andra cirklar finns dokumenterade genom flygfoto under åren 1990 och framåt.

## Populärkultur
Spelfilmen Signs handlar om fenomenet, och fantasifulla idéer kring vad som kan ge upphov till det.